# Laurica Lunca
Laurica „Laura” Angela Lunca (n. Lupșor, 4 aprilie 1958, în Victoria – d. 29 mai 2015, Mislata, Spania) a fost o handbalistă din România multiplă câștigătoare a Campionatului Republican categoria A feminin cu echipa Clubului Sportiv Universitar Știința Bacău. Lunca a fost și componentă a echipei naționale a României, alături de care a participat la două campionate mondiale. În ultima parte a vieții, Lunca a antrenat mai multe echipe de handbal din Spania, țara în care se stabilise din 1990. 

## Biografie
Laurica Lupșor a început să joace handbal în orașul natal, după care a continuat la Școala Sportivă pentru Elevi din Sibiu. În 1978 a fost adusă de antrenorul Eugen Bartha la Știința Bacău, atunci când echipa a promovat în Campionatul Republican. Handbalista a rămas la Bacău timp de 12 ani, a devenit căpitanul echipei și a câștigat în acest timp 9 titluri naționale și de 5 ori Cupa României. În întreaga perioadă în care handbalista a jucat la Bacău, echipa nu s-a clasat niciodată mai jos de locul al 3-lea în campionatul național. Tot acolo, Laurica Lupșor a urmat cursurile Institutului de Învățământ Superior, între 1978 și 1982, și și-a cunoscut viitorul soț, fotbalistul Florin Lunca, fundaș al echipei FCM Bacău, cu care a rămas împreună până la sfârșitul vieții.
În 1986, handbalista a jucat finala Cupei Campionilor Europeni, în care echipa băcăuană a fost învinsă de Spartak Kiev, antrenată de Igor Turcin. În 1989, având-o pe Lunca drept căpitan, Știința Bacău a câștigat Cupa Cupelor după un meci împotriva echipei sovietice Kuban Krasnodar.
În august 1990, împreună cu fosta ei colegă de echipă de la Bacău, Ioana Vasîlcă, a semnat un contract cu echipa spaniolă CB Amadeo Tortajada din Mislata, un oraș din Comunitatea Valenciană. Echipa era denumită la acea vreme Constructora Estellés din motive de sponsorizare, iar cele două handbaliste române au fost primele jucătoare străine din istoria clubului și printre primele din campionatul spaniol. Lunca a jucat la Mislata până spre sfârșitul anilor '90, perioadă în care echipa și-a schimbat denumirea în Valencia Urbana sau Ferrobús Mislata. În tot acest timp echipa a evoluat constant în cupele europene, disputând o semifinală de Cupă EHF în 1994 și alta în 1996.
În 1999–2000 a fost antrenor-jucător la CB Alaquas, iar în 2001 a fost numită antrenor principal al echipei Alucine Sagunto, dar a fost demisă înainte de sfârșitul sezonului 2002–2003, în urma rezultatelor nesatisfăcătoare.
În anii 2000 s-a implicat în politica locală, iar în 2007 a candidat, alături de soțul ei, pentru un post de consilier local pe listele Partidul Social Democrat din Mislata, orașul în care locuia.
Fost handbalistă a decedat pe 29 mai 2015, fiind bolnavă de cancer. În amintirea ei, la Bacău se desfășoară anual „Cupa Laurica Lunca” la minihandbal.

### La echipa națională
Laurica Lupșor a fost convocată la echipa de junioare a României în cantonamentul de pregătire din decembrie 1976–februarie 1977 și a participat la Turneul de la Puławy, desfășurat în Polonia, în 14–16 februarie 1977. În 1978 a făcut parte din selecționata B a echipei de senioare a României care a participat la a 18-a ediție a Trofeului Carpați. Din 1979 a devenit titulară în echipa națională a României.
A luat parte la numeroase ediții ale Trofeului Carpați și a obținut două medalii la Campionatul Mondial Grupa B, competiție de calificare la turneul final al Campionatului Mondial. În 1982 a făcut parte din echipa României care s-a clasat pe locul al 8-lea la Campionatul Mondial din Ungaria, iar în 1986 din cea care s-a clasat pe locul al 5-lea la Campionatul Mondial din Țările de Jos.

## Palmares
Cu echipe de club
- Campionatul Republican categoria A:[10][21]
  -  Câștigătoare: 1979, 1980, 1982, 1983, 1984, 1985, 1986, 1987, 1988
  -  Locul 2: 1981, 1990
  -  Locul 3: 1989

- Cupa României:[21][10]
  -  Câștigătoare: 1980, 1982, 1983, 1986, 1989
  - Locul 2: 1985, 1987, 1988, 1990
  - Locul 3: 1981, 1984

- Cupa Campionilor Europeni:
  - Finalistă: 1986
  - Semifinalistă: 1987
  - Sfert-finalistă: 1985

- Cupa Cupelor:
  -  Câștigătoare: 1989
  - Finalistă: 1986

- Cupa IHF / EHF:
  - Semifinalistă: 1994, 1996 (cu Valencia Urbana)
  - Sfert-finalistă: 1982 (cu Știința Bacău), 1995 (cu Valencia Urbana)

Cu echipa națională
- Campionatul Mondial Grupa B:[21]
  -  Medalie de argint: 1981
  -  Medalie de bronz: 1983

- Jocurile Balcanice:[10]
  -  Medalie de aur: 1982
  -  Medalie de argint: 1985

- Trofeul Carpați:[21]
  -  Câștigătoare: 1979, 1984, 1985, 1986
  - Locul 2: 1982